# IC 2898
IC 2898 је спирална галаксија у сазвјежђу Лав која се налази на листи објеката дубоког неба у Индекс каталогу.
Деклинација објекта је + 13° 20' 8" а ректасцензија 11h 31m 20,4s. Привидна величина (магнитуда) објекта IC 2898 износи 15,7 а фотографска магнитуда 16,5.